# Tall al-Kabir
Tall al-Kabir – miejscowość w Syrii, w muhafazie Ar-Rakka, w dystrykcie Tall Abjad. W 2004 roku liczyła 1775 mieszkańców.